# Adolf Adelswärd
Adolf Adelswärd, född den 2 oktober 1862 i Hyltinge församling, Södermanlands län, död den 29 maj 1931, var en svensk friherre och militär. Han var son till Axel Adelswärd.

## Biografi
Adolf Adelswärd föddes 1862 på Långdunker i Hyltinge socken. Han var son till kammarherren Axel Adelswärd och Augusta Charlotta Teodora Berg. Adelswärd blev 18 juli 1881 elev vid Krigsskolan och utexaminerades 31 oktober 1882. Han blev underlöjtnant vid Kronprinsens husarregemente 17 november 1882 och löjtnant där 7 mars 1890.
Adelswärd var ordonnansofficer vid Första militärdistriktets stab i Helsingborg 1890–1892, lärare vid ridskolan på Strömsholm 1892–1896, kompaniofficer och lärare vid Krigsskolan 1896–1899. Adelswärd befordrades till ryttmästare 1902 och var militärattaché i London och Paris 1903–1905. Han blev major vid Skånska husarregementet 1907 och överstelöjtnant där 1911 samt överste och chef för Norrlands dragonregemente 1914. Adelswärd var sekundchef för Livregementets husarer 1917–1922. Han blev riddare av Svärdsorden 1903, kommendör av andra klassen av samma orden 1918 och kommendör av första klassen 1921.

### Egendom
Adelswärd innehade Le Febure-Lillienbergska fideikommisset och Adelswärdska huset vid Drottninggatan i Stockholm.